# Ośrodek Badań nad Historią i Kulturą Żydów z Południowej Wielkopolski
Ośrodek Badań nad Historią i Kulturą Żydów z Południowej Wielkopolski – instytucja naukowa zajmująca się badaniem, archiwizowaniem i opracowywaniem spuścizny materialnej i duchowej Żydów z południowej Wielkopolski m.in. z Ostrowa Wielkopolskiego, Odolanowa, Raszkowa, Ostrzeszowa, Kępna.

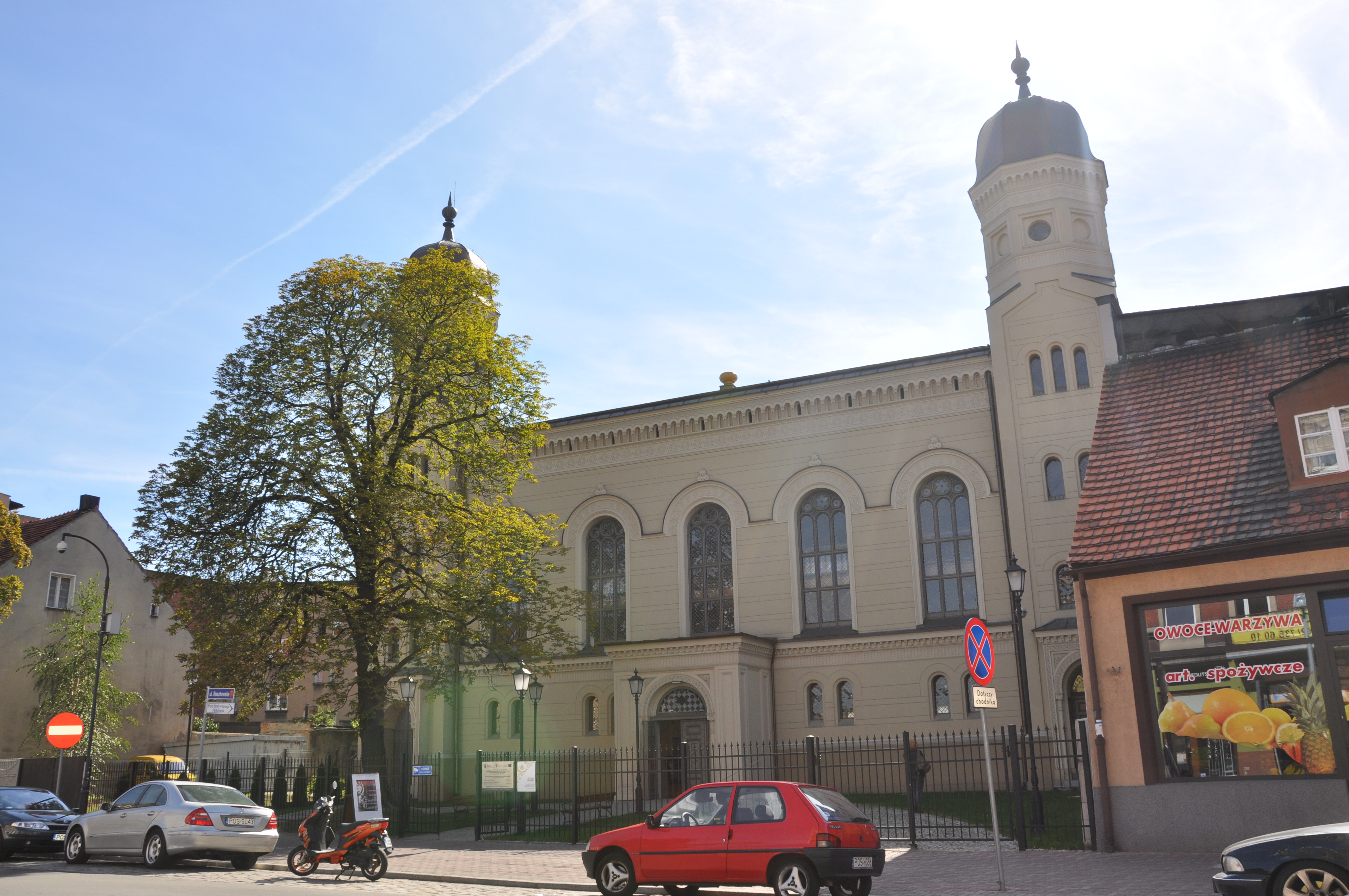
Nowa synagoga w Ostrowie Wielkopolskim

Powstanie pierwszej zamiejscowej placówki badawczej Uniwersytetu Wrocławskiego na terenie Wielkopolski stało się możliwe dzięki współpracy Instytutu Studiów Klasycznych, Śródziemnomorskich i Orientalnych UWr z władzami samorządowymi Ostrowa Wielkopolskiego. Ośrodek został otwarty 14 maja 2013 roku przez Rektora Uniwersytetu Wrocławskiego Marka Bojarskiego oraz Prezydenta Miasta Ostrowa Wielkopolskiego Jarosława Urbaniaka.
Od chwili powstania, każdego roku w listopadzie, ośrodek organizuje ogólnopolskie konferencje naukowe poświęcone problematyce lokalnych społeczności żydowskich w Polsce. Ponadto pracownicy ośrodka regularnie przygotowują warsztaty edukacyjne dla młodzieży licealnej (polskiej i zagranicznej) dotyczące języka hebrajskiego, historii lokalnych społeczności żydowskich (np. Ostrowa Wielkopolskiego, Raszkowa, Odolanowa, Pleszewa, Kobylej Góry) oraz ogólnych informacji związanych z żydowskimi tradycjami, zwyczajami, świętami.
Ośrodek mieści się w budynku ostrowskiej synagogi, przy ul. Raszkowskiej 21 w Ostrowie Wielkopolskim.
Władze ośrodka
- Dyrektor: dr Krzysztof Morta[2]
- Sekretarz: Jarosław Biernaczyk

Rada programowa ośrodka
- prof. dr hab. Gościwit Malinowski, zastępca dyrektora Instytutu Studiów Klasycznych Śródziemnomorskich i Orientalnych[3];
- Ewa Matecka, senator RP X kadencji;
- dr Krzysztof Morta, Instytut Studiów Klasycznych, Śródziemnomorskich i Orientalnych UWr;
- prof. dr hab. Marcin Wodziński, kierownik Katedry Judaistyki im. Tadeusza Taubego UWr[4];
- Piotr Grabarz, prezes Stowarzyszenia „Przyjaciele Ostrowskiej Synagogi”[5];
- Marlena Maląg, minister rodziny i polityki społecznej[6].

Pracownicy
- dr Magdalena Jóźwiak[7]
- Łukasz Krzyszczuk[8]

Współpracownicy
Halina Marcinkowska (Redaktor Naczelna strony „Forum Żydów Polskich”, członek Rady Głównej Związku Gmin Wyznaniowych Żydowskich w Rzeczypospolitej Polskiej, Prezes Towarzystwa Opieki nad Zabytkami, Oddział w Kaliszu).